# Mercy Akide
Mercy Akide Udoh (sinh ngày 26 tháng 8 năm 1975 tại Port Harcourt, Nigeria) là cựu cầu thủ bóng đá Nigeria.

## Cuộc đời
Mercy bắt đầu chơi bóng đá khi mới 5 tuổi với người anh cả là Seleipiri và em trai Ipali trong cánh đồng cát của Bundu Waterside, gần nhà tù Port Harcourt ở Port Harcourt. Tốc độ của cô đã được công nhận từ khi còn nhỏ, và khi cô 12 tuổi, tại trường trung học Holy Rosary ở Port Harcourt, cô tham gia vào các cuộc đua đường dài, chạy các cuộc đua 400m, 800m và 1500m so với các đối thủ lớn tuổi hơn. Cô cũng là một nhà vô địch bóng bàn khu vực, nhưng bóng đá là môn thể thao mà cô thực sự có tài năng nổi bật.
Mercy giành được biệt danh "Ske", trong đó nói cách địa phương có nghĩa là "gầy", trong khi chơi với các chàng trai ở Mile 1 ở Port Harcourt. 
Để xem xét kỹ năng của cô ấy, một nhóm các nhà tổ chức bóng đá trẻ tuổi đã cùng nhau tổ chức một giải đấu nữ để chọn những cô gái sẽ trở thành "Garden City Queens".
Sau hai năm chơi cho Queens, và từ chối sự cạnh tranh với đối thủ Larry Port Angels tại Port Harcourt, Akide rời Port Harcourt và đến Lagos để tiếp tục việc được giáo dục và chơi bóng đá cho Jegede Babes dưới ảnh hưởng của công chúa Bola Jegede.

## Sự nghiệp quốc tế
Hai mùa giải của cô với Jegede Babes, nơi cô ghi tổng cộng 49 bàn thắng trong hai mùa giải, thu hút sự chú ý của huấn luyện viên quốc gia Ismaila Mabo. Nhưng một loạt các bàn thắng, 17 bàn trong giải đấu và 9 bàn trong Cúp Challenge đã thực sự thu hút sự chú ý của mọi người về tài năng của cô. Năm 2001, cô được vinh danh là Cầu thủ bóng đá nữ châu Phi đầu tiên của năm, và là một ngôi sao thế giới FIFA năm 1999 và 2004.
Cô đã chơi cho Nigeria trong ba mùa World Cup nữ của FIFA và cũng đã giúp Super Falcons của Nigeria đạt được ba danh hiệu vô địch nữ châu Phi (AWC) vào năm 1998, 2000 và 2002. Vào tháng 11 năm 2004, cô kết hôn với nhà báo bóng đá Colin Udoh ở quê nhà Port Harcourt.
Năm 2005, cô được FIFA vinh danh là một trong 15 Đại sứ cho bóng đá nữ.

## Sự nghiệp huấn luyện viên
Từ năm 2006-2008, Mercy được tuyển dụng tại câu lạc bộ Stars Soccer, nơi cô là huấn luyện viên trưởng cho Stars U-16 Athena C Gold Girls và làm việc trong Youth Development (một tổ chức NGO có sự tham gia của bạn của cô Luke Concannon, một huấn luyện viên của nhóm nữ cầu thủ U-13.) Từ năm 2008-2013, Mercy là đồng giám đốc của quỹ phát triển thanh niên và của Beach FC ở Virginia. Vào năm 2013, Mercy gia nhập đội ngũ huấn luyện viên của Câu lạc bộ Bóng Đá Virginia Rush, tại Virginia.